# Vini vidivici
Pour les articles homonymes, voir Vini et Vidivici.
Espèce
Vini vidivici est une espèce fossile d'oiseaux de la famille des Psittacidae, qui s'est éteinte il y a 700 à 1 300 ans.

## Répartition
Cette espèce vivait depuis les îles Cook jusqu'aux îles de la Société et aux îles Marquises.

## Classification
Le nom scientifique de l'espèce dérive de la locution latine Veni, vidi, vici. C'est un jeu de mots, que ses créateurs justifient ainsi : 

« Le sens, « je suis venu, j'ai vu, j'ai vaincu », peut être projeté dans la situation préhistorique aux Marquises et ailleurs en Polynésie, où les gens sont venus sur une île, ont vu les perroquets indigènes puis les ont conquis, ne laissant derrière eux que les os. »

Le nom du genre, Vini, ne vient pas du latin : choisi par René Primevère Lesson, c'est un mot tahitien désignant diverses espèces de petits oiseaux.

### Publication originale
- [1987] (en) David W. Steadman et Marie C. Zarriello, « Two New Species Of Parrots (Aves, Psittacidae) From Archaeological Sites In The Marquesas islands », Proceedings of the Biological Society of Washington, Washington, Biological Society of Washington (d), vol. 100, no 3,‎ 1987, p. 518-528 (ISSN 0006-324X et 1943-6327, OCLC 1536434, lire en ligne). .